# Paul Collier
Paul Collier (nacido el 23 de abril de 1949) es catedrático de economía y política pública en la Escuela Blavatnik de Gobierno de la Universidad de Oxford. También es director del International Growth Centre, director del Centro para el Estudio de las Economías Africanas, y miembro de St. Antony's College, Oxford.

## Infancia y educación
Collier nació el 23 de abril de 1949 y fue criado en Sheffield , donde asistió a la escuela Rey Eduardo VII.

## Carrera
Desde 1998 hasta el año 2003 fue el director del Grupo de Investigación sobre Desarrollo del Banco Mundial. En 2010 y 2011, fue nombrado por la revista Política Exterior en su lista de los mayores pensadores mundiales. Collier actualmente forma parte de la junta de asesores de Académicos en Pie Contra la Pobreza (ASAP).
Collier es un especialista en los ámbitos político, económico y de desarrollo de los países pobres. Tiene una Distinción de la Universidad de Oxford, y en 1988 fue galardonado con el Premio Edgar Graham por el libro coescrito por él: Trabajo y pobreza en las zonas rurales de Tanzania: Ujamaa y el desarrollo rural en la República Unida de Tanzanía.
Su libro The Bottom Billion: por qué los países más pobres están fallando y qué se puede hacer al respecto, se ha comparado con The End of Poverty de Jeffrey Sachs y The White Man's Burden de William Easterly, dos libros influyentes, que como el libro de Collier, discuten los pros y los contras de la ayuda al desarrollo para los países en desarrollo.
Su libro de 2010, El Planeta Saqueado contiene sus fórmulas:
        Naturaleza - Tecnología + Regulación = Inanición
        Naturaleza + Tecnología - Regulación = Saqueo
        Naturaleza + Tecnología + Regulación (Buen gobierno) = Prosperidad
El libro se describe a sí mismo como un intento a medio camino entre el extremismo de las posiciones denominadas "Avestruces" (negación, particularmente negación del cambio climático) y "Romanticismo ambiental" (por ejemplo, movimientos contra de organismos modificados antigénicamente en Europa). El libro trata de la gestión sostenible en relación con la geopolítica del calentamiento global, con el intento de evitar una tragedia global de los bienes comunes, con el ejemplo principal de la sobrepesca. Se basa en el legado de la psicología económica de la codicia y el miedo, desde el utilitarismo temprano (Jeremy Bentham) hasta más recientemente el Informe Stern.
Es un mecenas de Media Legal Defense Initiative.
Actualmente está trabajando en un libro llamado Estado de Guerra, en la que "se explica por qué [piensa] que la democracia ha ido mal en los países pobres y lo que sería necesario para ponerlos en el camino correcto".

## Honores
Collier fue nombrado Comandante de la Orden del Imperio Británico (CBE) en el 2008 y recibió el título de caballero en el 2014 por sus servicios para la promoción de la investigación y el cambio de políticas en África.
En noviembre de 2014, Collier fue galardonado con la Medalla del Presidente por la Academia Británica, por "su contribución pionera en llevar las ideas a partir de la investigación a la política, dentro del campo de la economía Africana." En julio de 2017, Collier fue elegido miembro de la Academia Británica (FBA), de ciencias sociales y humanidades.

## Obras

### Publicaciones seleccionadas
- The Plundered Planet: Why We Must, and How We Can, Manage Nature for Global Prosperity (2010) Oxford University Press ISBN 978-0-19-539525-9.
- Labour and poverty in rural Tanzania: Ujamaa and rural development in the United Republic of Tanzania, Oxford University Press, New York 1991, ISBN 0-19-828315-6.
- The Bottom Billion: Why the Poorest Countries are Failing and What Can Be Done About It. ISBN 0-19-531145-0.
- (with Anke Hoeffler) 'On economic causes of civil war' Oxford Economic Papers, vol 50 iss 4, (1998), pp 563–573.
- (with Anke Hoeffler) 'Greed and grievance in civil war' Oxford Economic Papers, vol 56 iss 4, (2004), pp 563–595.
- (with Lisa Chauvet and Haavard Hegre) 'The Security Challenge in Conflict-Prone Countries', Copenhagen Consensus 2008 Challenge Paper, (2008).
- Wars, Guns and Votes: Democracy in Dangerous Places, Harper, (March 2009)
- Plundered nations?: successes and failures in natural resource extraction co-edited with Anthony J. Venables (2011)
- Exodus: How Migration is Changing Our World, Oxford University Press (October 2013)

### Vídeos
- The Royal Economic Society's 2006 Annual Public Lecture, by Coller (Royal Economic Society)
- Interview with Fareed Zakaria on Foreign Exchange
- TED Conference, Paul Collier on "The Bottom Billion"
- TED Conference, Paul Collier's new rules for rebuilding a broken nation

### Prensa
- Review of The Plundered Planet by the Financial Times
- Review of the Bottom Billion by the Financial Times
- Review of the Bottom Billion in The New York Times
- Samuel Grove, "The Bottom of the Barrel: A Review of Paul Collier's The Bottom Billion: Why the Poorest Countries Are Failing and What Can Be Done about It."